# Plaque nord-américaine
Pour les articles homonymes, voir Amérique du Nord (homonymie).
La plaque nord-américaine est une plaque tectonique de la lithosphère de la planète Terre. Sa superficie est de 1,36559 stéradians.

## Étendue
Elle couvre :

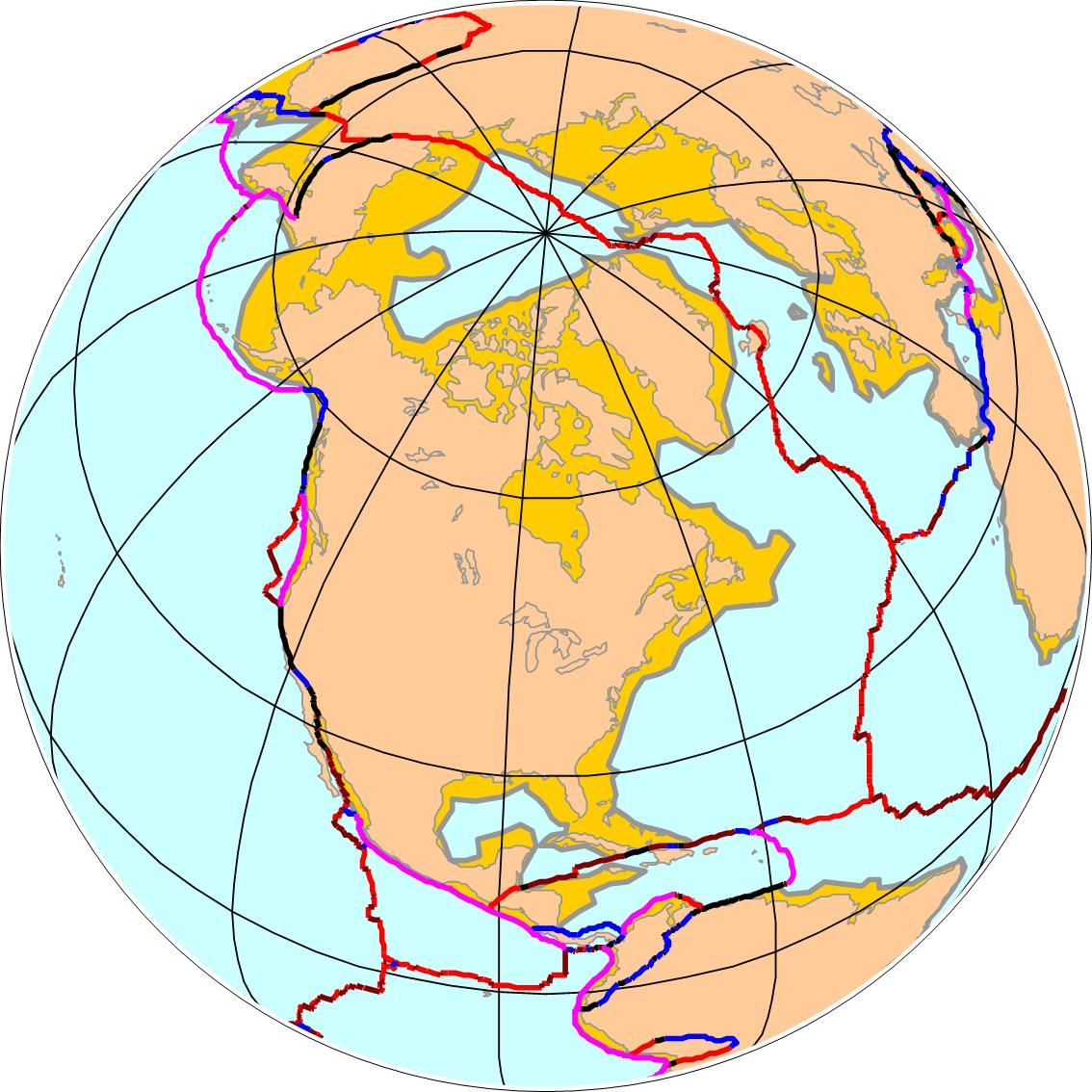
Carte en projection orthographique de la plaque nord-américaine.

- la majorité de l'Amérique du Nord hormis la péninsule de Basse-Californie et le sud de la Californie ;
- le nord de l'Amérique centrale (Belize et Guatemala) ;
- le golfe du Mexique et les îles de Cuba, des Bahamas, des Turks-et-Caïcos et des Bermudes ;
- la moitié ouest de l'Atlantique Nord avec le Groenland, l'ouest de l'Islande et l'ouest des Açores (îles de Flores et Corvo);
- les îles Aléoutiennes, la mer de Béring et l'extrémité orientale de la Sibérie ;
- la partie ouest de l'océan Arctique.

On y rattachait autrefois la plaque d'Okhotsk, à présent considérée comme une plaque indépendante.

## Frontières
Ses frontières forment grossièrement un triangle.
À l'ouest, la plaque nord-américaine est principalement en contact avec la plaque pacifique. Le long des côtes des États-Unis et du Canada, la frontière avec la plaque pacifique est une faille transformante sensiblement NNO-SSE, où l'on note en particulier la Faille de San Andreas en Californie. Ce contact avec la plaque Pacifique est interrompu par deux systèmes de fosses de subduction où le continent nord-américain achève de faire disparaître trois reliquats de la plaque Farallon :
- Au sud, sur la côte pacifique du Mexique, plaque de Cocos, et au nord la plaque Rivera, dont elle est séparée par la fosse d'Amérique centrale ;
- Plaque Juan de Fuca sur la côte pacifique des États de Washington et de Colombie-Britannique, avec la fosse des Cascades.

Cette frontière avec la plaque pacifique s'incurve ensuite suivant la fosse des Aléoutiennes sur la côte sud des îles Aléoutiennes, jusqu'à sa limite avec la plaque d'Okhotsk.
Au sud, la plaque nord-américaine est principalement en contact avec la plaque caraïbe, d'abord par un contact continental de rift, puis par une série de failles transformantes océaniques qui suit l'axe des grandes Antilles. Plus à l'est cette limite transformante entre en contact avec la plaque sud-américaine, et se prolonge par une dorsale océanique jusqu'à la grande dorsale médio-atlantique.
À l'est, dans l'océan Atlantique, la plaque nord-américaine est en contact divergent par la dorsale médio-atlantique d'abord avec la plaque africaine, puis la plaque eurasiatique où l'on note en particulier la grande province ignée que forme l'Islande. Cette dorsale se prolonge dans l'océan Arctique par la dorsale de Gakkel, et s'achève en Sibérie par un rift toujours divergent jusqu'à sa jonction avec la plaque d'Okhotsk.
Enfin, la plaque nord-américaine s'achève à l'ouest sur sa limite avec la plaque d'Okhotsk, qui était autrefois considérée comme faisant partie de la plaque nord-américaine. Cette limite est d'abord formée par la fosse de Kamtchatka, sur la côte est du Kamtchatka, et se prolonge en Sibérie par une faille transformante qui rejoint la limite avec la plaque eurasiatique.

## Déplacement
Le déplacement de la plaque nord-américaine se fait vers l'ouest et le sud-ouest à une vitesse de 1,15 centimètre par an ou encore à une vitesse de rotation de 0,7486° par million d'années selon un pôle eulérien situé à 48°71' de latitude nord et 78°17' de longitude ouest (référentiel : plaque pacifique).

## Sous-composants
Durant le Jurassique, la plaque Farallon a presque entièrement disparu par subduction sous les plaques nord-américaine et sud-américaine. Il ne reste plus que les plaques Juan de Fuca, des Cocos et de Nazca comme vestiges de cette ancienne plaque tectonique. À hauteur de la Californie, la subduction complète de la plaque Farallon a entraîné la formation de la faille de San Andreas.

## Sources
- (en) Peter Bird, An updated digital model of plate boundaries, vol. 4, Geochemistry Geophysics Geosystems, 14 mars 2003 (DOI 10.1029/2001GC000252, Bibcode 2003GGG.....4.1027B, lire en ligne)
- (en) « Speed of the Continental Plates : An educational, fair use website », sur hypertextbook.com